# Магдалена Рибарикова
Магдалена Рибарикова  (на словашки: Magdaléna Rybáriková) е професионална тенисистка от Словакия.
Най-доброто си представяне в турнирите от Големия шлем на сингъл регистрира през 2009 г. по време на „Откритото първенство на САЩ“, където словачката достига до трети кръг на надпреварата.
В професионалната си кариера, Магдалена Рибарикова регистрира своето най-добро класиране в световната ранглиста на женския тенис на 22 юни 2009 г. На тази дата в обновената класация на сингъл, тя заема 40-а позиция.

## Кариера
Малката Магдалена израства в семейството на Антон и Мария Рибарикови. Започва усилено да се занимава с тенис от 8-годишна възраст в родния си град. По настояване на треньорския състав, на 15-годишна възраст, Магдалена заминава за Братислава, където става част от националната селекция на младите тенисисти. Личен треньор на Рибарикова е Моймир Михал, а за нейната спортно-техническа подготовка отговарят фитнес-инструкторите Кристиян Лупак и Михал Дубовец.
Кариерата на словашката тенисистка започва през 2002 г. с изяви в юношеските формати на турнирите от ITF-сериите. През 2004 г. тя преминава в по-горната възрастова група и вече премерва сили в по-силни и престижни турнири от календара на Международната тенис федерация (ITF). Този период от кариерата ѝ остава в историята на женския тенис с факта, че през 2006 г. Магдалена Рибарикова играе финал на „Уимбълдън“ за девойки. По пътя към финалната среща, тя елиминира австрийката Тамира Пашек и рускинята Алиса Клейбанова преди да бъде победена от състезаващата се за Дания Каролине Возняцки с резултат 3:6, 6:1, 6:3.
Първата си титла на сингъл, Рибарикова печели през 2005 г., в столицата на Египет Кайро. Във финалната среща, тя надиграва представителката на Германия Сара Рааб с резултат 6:1, 6:3. Отново през 2005 г. този път в Местре, Италия достига до втора титла този път побеждавайки унгарката Кира Над с 6:2, 7:5. На 29 март 2008 г. играе финал в Санкт Петербург, където побеждава представителката на домакините Анна Лапушченкова с резултат 6:2, 6:4. След по-малко от месец, на 12 април 2008 г. печели своята четвърта титла на сингъл от ITF-турнирите. Този път тя надделява над Ан Кеотавонг във финалната среща на турнира в гръцкия град Патра.
Първата си титла на сингъл от WTA-турнир, Магдалена Рибарикова извоюва през 2009 г., по време на ежегодното издание на „АЕГОН Класик“ в английския град Бирмингам. Във финалната среща, тя елиминира съпротивата на китайската тенисистка На Ли с резултат 6:0, 7:6.
На 20 септември 2010 г. губи своя първи финален мач на двойки в турнира „Ташкент Оупън“, където си партнира с румънката Александра Дюлгеру. Финалната среща те губят от Тятяна Панова от Русия и Татяна Пучек от Беларус с резултат 3:6, 4:6.
На 23 февруари 2011 г. печели шампионската титла на сингъл от WTA турнира в американския град Мемфис. Във финалната среща тя побеждава канадската тенисистка Ребека Марино, която губи първия сет с резултат 2:6, а във втория се отказва поради физическа травма. На 15 май 2011 г. е шампионка на сингъл от турнира на ITF в чешката столица Прага. Във финалната среща тя надделява над победителката в Уимбълдън 2011 Петра Квитова с резултат 6:3, 6:4.